# Hymedesmia palmatichela
Hymedesmia palmatichela är en svampdjursart som beskrevs av Topsent 1928. Hymedesmia palmatichela ingår i släktet Hymedesmia och familjen Hymedesmiidae. Inga underarter finns listade i Catalogue of Life.